# 玛尼什图苏
玛尼什图苏（约公元前2269年—约公元前2255年在位）（英語：Manishtusu）阿卡德国王。继承孪生兄弟瑞穆什之位。他统治时期，为寻求银矿和其他资源而穿越波斯湾进行远征。
他和弟弟瑞穆什的在位顺序尚不清楚，传统王表将他放置在瑞穆什之後，但乌尔第三王朝时期的早期王表将他放在瑞穆什之前。